# Свен Росселан
Свен Росселан (норв. Svein Rosseland, 31 березня 1894 — 19 січня 1985) — норвезький астрофізик, член Норвезької Академії наук та її президент протягом ряду років.

## Біографічні відомості
Свен Росселан народився в Квамі 31 березня 1894. Закінчив університет Осло. Співробітник обсерваторії Маунт-Вілсон (1924—1926), професор астрономії Гарвардської обсерваторії, директор інституту теоретичної астрофізики університету Осло (1934—1965). Під час Другої світової війни, в роки фашистської окупації Норвегії, працював в Принстонському університеті.
Основні роботи відносяться до теорії внутрішньої будови зірок і переносу випромінювання. Одним з перших застосував квантову механіку для вирішення астрофізичних завдань. Розробив метод усереднення коефіцієнта поглинання зоряної речовини по частотах (росселандів середній коефіцієнт поглинання); визначив механізм свічення газових туманностей (Теорема Росселана); сформулював проблему поширення випромінювання у рухомій речовині. Отримав також низку важливих результатів з інших питань теорії внутрішньої будови зірок: стійкості зоряних конфігурацій, обертання зірок, пульсацій змінних зірок.
Автор книг «Астрофізика на основі теорії атома» (рос. пер. 1936), «Теорія пульсацій змінних зірок» (1949, рос. пер. 1952).
Астероїд 1646 Росселан названий на честь ученого.